# Wachbataillon

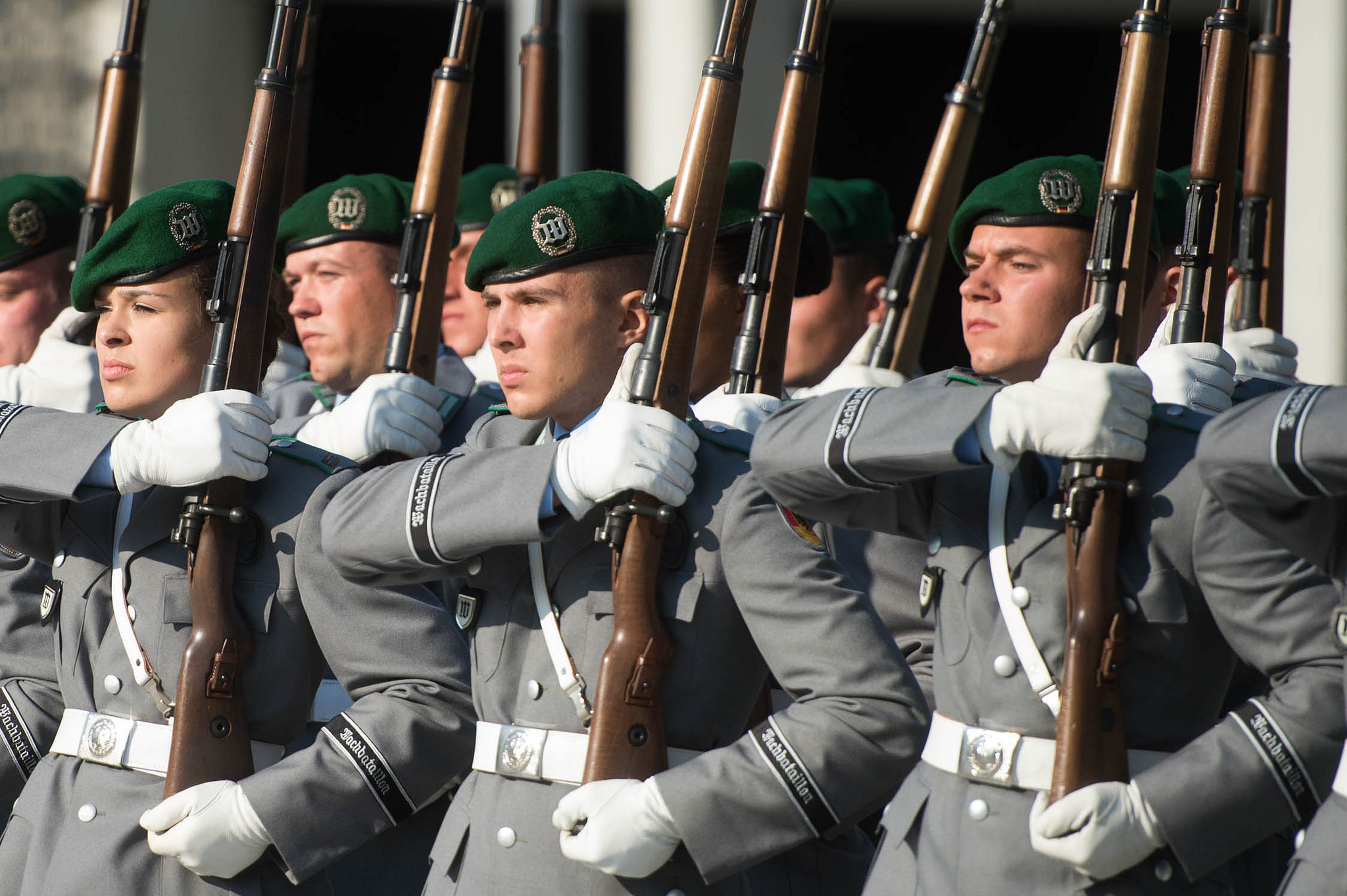
Honnörsvakter vid försvarsministeriet i Berlin

Wachbataillon, officiellt namn Wachbataillon beim Bundesministerium der Verteidigung (svenska: vaktbataljonen vid försvarsministeriet, WachBtl BMVg) är Bundeswehrs honnörsvakt. Förbandet med en styrka på 1 030 soldater är förlagd i Julius-Leber-Kaserne i Berlin. Vaktbataljonen leder Grosser Zapfenstreich vid speciella tillfällen eller deltar i evenemang, ceremonier, parader, statsbesök, statsbegravningar och uppvisningar. Vaktbataljonen, som tidigare var del av Streitkräftebasis, är sedan oktober 2022 underställd territorialkommandot (tyska: Territoriales Führungskommando der Bundeswehr).

## Ceremoniell hedersvakt
Wachbataillon används som honnörsvakt vid statsbesök som Tysklands förbundspresident är värd för vid Schloss Bellevue, liksom officiella besök som Tysklands förbundskansler är värd för vid Bundeskanzleramt.

## Utrustning
Vaktbataljonens beväpning motsvarar den för ett normalt infanteriförband i Bundeswehr, med undantag för tunga vapen. Vid ceremoniella tillfällen använder vaktbataljonen inte moderna vapen, utan deaktiverade Karabiner 98k från första hälften av 1900-talet. I sitt uppdrag att skydda försvarsministeriet och förbundsregeringen använder sig bataljonen dock av Bundeswehrs standardbeväpning. Sedan 2006 har vaktbataljonen också utrustats med tio 105 mm fälthaubitsar för att avfyra salut till ära för prominenta personer.

## Struktur
- Wachbataillon beim Bundesministerium der Verteidigung (Berlin)
  - 1./WachBtl BMVg (försörjningskompani, Heer) (Berlin)
  - 2./WachBtl BMVg (vaktkompani, Heer) (Berlin)
  - 3./WachBtl BMVg (vaktkompani, Heer) (Berlin)
  - 4./WachBtl BMVg (vaktkompani, Marine) (Berlin)
  - 5./WachBtl BMVg (vaktkompani, Luftwaffe) (Berlin)
  - 6./WachBtl BMVg (vaktkompani, Heer) (Berlin)
  - 7./WachBtl BMVg (vaktkompani, Heer) (Berlin)
  - 8./WachBtl BMVg (vaktkompani (inte aktiv), Heer, Luftwaffe, Marine) (Berlin)
  - 9./WachBtl BMVg (vaktkompani (inte aktiv), Heer, Luftwaffe, Marine) (Berlin)